# Mirovia
Mirovia (từ tiếng Nga мировой, mirovoy, nghĩa là "thế giới" hay "toàn cầu") là một đại dương cổ theo giả thuyết do con người tái lập lại. Nó có thể là đại dương toàn cầu, bao quanh siêu lục địa Rodinia trong đại Tân Nguyên sinh, khoảng 1 tỷ tới 750 triệu năm trước. Mirovia có thể là đồng nhất với, hay là đại dương sinh ra đại dương giả định Pan-Africa, nó xuất hiện sau khi Rodinia nứt vỡ ra. Đại dương Panthalassa (tiền-Thái Bình Dương) đã phát triển trong đại Tân Nguyên sinh do sự hút chìm của Mirovia.
Chứng cứ địa chất cho thấy trong khoảng thời gian giữa liên đại Nguyên sinh, tức kỷ Cryogen, khí hậu Trái Đất là cực kỳ lạnh và đây là thời kỳ băng hà mãnh liệt nhất trong lịch sử Trái Đất cho tới nay, mạnh tới mức Mirovia có thể đã bị đóng băng hoàn toàn tới độ sâu 2 km. Cụ thể xem thêm bài về giả thuyết Quả cầu tuyết Trái Đất.